# Léa Sprunger
Léa Sprunger (5 de març de 1990 a Nyon, Vaud) és una atleta suïssa.
Va competir als Jocs Olímpics de Londres 2012 en 200 m i en les postes 4 x 100m. Solia ser una heptatleta abans de dedicar-se a les carreres de velocitat. És la germana petita d'Ellen Sprunger.